# The Set-Up (1949)
The Set-Up is een Amerikaanse film noir uit 1949 onder regie van Robert Wise.

## Verhaal
Stoker is een bokser op zijn retour. Zijn kansen om het gevecht van de avond te winnen zijn klein. Zijn impresario heeft het op een akkoordje gegooid met een gokker. Wanneer hij in de ring staat, krijgt hij te horen dat hij moet gaan liggen tijdens de tweede ronde. Zijn trots wordt op de proef gesteld.

## Rolverdeling
| Acteur           | Personage       |
| ---------------- | --------------- |
| Robert Ryan      | Stoker          |
| Audrey Totter    | Julie           |
| George Tobias    | Tiny            |
| Alan Baxter      | Little Boy      |
| Wallace Ford     | Gus             |
| Percy Helton     | Red             |
| Hal Baylor       | Tiger Nelson    |
| Darryl Hickman   | Shanley         |
| Kenny O'Morrison | Moore           |
| James Edwards    | Luther Hawkins  |
| David Clarke     | Gunboat Johnson |
| Phillip Pine     | Souza           |
| Edwin Max        | Danny           |